# نشوء مقرون
النشوء المقرون (بالإنجليزية: Cisgenesis)‏ هو تسمية منتج لفئة من النباتات المعدلة وراثيًا. وقد اقتُرحت مجموعة متنوعة من مخططات التصنيف التي تصنف الكائنات المعدلة وراثيًا بناءً على طبيعة التغييرات الجينية المدخلة (النمط الجيني)، وليس عملية الهندسة الوراثية.
النشوء المقرون (أصل الكلمة: cis = نفس الجانب/مقرون؛ وgenesis = نشوء) هو مصطلح للكائنات الحية التي هُندست بعملية تُنقل فيها نقلًا مصطنعًا بين الكائنات الحية التي يمكن تربيتها ترتيبًا تقليديًا. تُنقل الجينات فقط بين الكائنات الحية ذات الصلة الوثيقة. يجب عزل تسلسلات الأحماض النووية وإدخالها باستخدام نفس التقنيات المستخدمة لإنتاج الكائنات الحية المعدلة وراثيًا، مما يجعل النشوء المقرون مشابهًا في طبيعته للتحول الجيني. قدم المصطلح أول مرة في عام 2000 هنك جيه شوتن وهنك جوخيمسن،وفي عام 2004 أطروحة دكتوراه من قبل يان شارت من جامعة فاجينينجن في عام 2004، تناقش جعل الفراولة أقل عرضة للإصابة بفطريات العفن الرمادي (البوتريتيس سينيريا).
طُبّق النشوء المقرون لنقل جينات المقاومة الطبيعية لمرض اللفحة المتأخرة المدمر في البطاطسوجرب التفاح (فينتوريا إينايكواليس) في التفاح.
يستخدم النشوء المقرون والنشوء المفروق/التقابلي(transgenesis) نقل الجينات الاصطناعي، مما يؤدي إلى تغيير أقل شمولاً في جينوم الكائن الحي من الطفرات، والتي كانت تستخدم على نطاق واسع قبل تطوير الهندسة الوراثية.
يعتقد بعض الناس أن النشوء المقرون لا ينبغي أن يواجه نفس القدر من الإشراف التنظيمي مثل التعديل الوراثي الناتج عن النشوء المفروق/ التقابلي لأنه من الممكن، إن لم يكن عمليًا، نقل الأليلات بين الأنواع ذات الصلة الوثيقة حتى عن طريق التهجين التقليدي. الميزة البيولوجية الأساسية للنشوء المقرون هي أنها لا تعطل الحالات المتغايرة المواتية، وخاصة في المحاصيل التي تتكاثر لاجنسيًا مثل البطاطس، والتي لا تتكاثر تكاثرًا صحيح للبذور. أحد تطبيقات النشوء المقرون هو إنشاء نباتات بطاطس مقاومة للآفات عن طريق نقل النمط الجيني البري المعروف لمواقع المقاومة إلى أصناف حديثة عالية الغلة.

رسم بياني يقارن التغيرات الجينية التي تجري بتربية النباتات التقليدية، النشوء المقرون، والنشوء التقابلي

.